# 臺灣民主進步青年
臺灣島嶼青年協會（英語：Taiwan Island Youth），簡稱島嶼青，成立於2021年12月4日，是一個由基層青年政治工作者自發串連成立的全國性社團法人
。首屆理事長為黃耀陞，現任（第三屆）理事長為賴稚文。

## 宗旨理念
該會以「務實的精神，從事政治實務；種下新時代的政治參與種籽」為理念，並以推廣青年公平參與政治實務為宗旨，其經常辦理政治培訓課程如「政治家真心話」
等活動。擁有全國性組織能力。

## 組織結構

### 理事會及監事會
理監事任期為一年一屆；理事會負責會務擬定及督導行政單位，監事會負責會務監察及預算審查，行政單位設有秘書處、會籍組、組訓組、輿情組、議題組、文宣組、新聞組、政治實務委員會。
| 屆次   | 任期                          | 姓名   | 備註 |
| ------ | ----------------------------- | ------ | ---- |
| 第一屆 | 2021年12月4日 -2022年12月16日 | 黃耀陞 |      |
| 第二屆 | 2022年12月17日 -2024年1月27日 | 賴稚文 |      |
| 第三屆 | 2024年1月28日 -               | 賴稚文 |      |

| 屆次   | 任期                          | 姓名   | 備註 |
| ------ | ----------------------------- | ------ | ---- |
| 第一屆 | 2021年12月4日 -2022年12月16日 | 吳宇文 |      |
| 第二屆 | 2022年12月17日 -2024年1月27日 | 吳宇文 |      |
| 第三屆 | 2024年1月28日 -               | 林于量 |      |